# مهرجان الربيع في الموصل
مهرجان الربيع هو مهرجان سنوي دوري تقيمه بلدية الموصل في العاشر من نيسان من كل عام احتفالاً بقدوم الربيع ويستمر لثمانية أيام. وترافق المهرجان إقامة المواكب التي تطوف شوارع الموصل وإقامة المعارض الفنية والمسرحيات والعروض الفلكلورية والحفلات الغنائية والأماسي الشعرية التي غنى فيها كبار الفنانين العراقيين والعرب ويقدمها العديد من النجوم.

## التاريخ
ترجع احتفالات الربيع إلى عهد الآشوريين الذين كانوا يقيمون احتفالاً بفصل الربيع وبداية السنة الآشورية أكيتو في نينوى حيث تقام الاحتفالات في نيسان وتستمر لمدة 12 يوماً.

## بدء المهرجان
كانت بداية المهرجان في عام 1969م، في عهد المتصرف (المحافظ) علاء الدين البكري الذي وافق على فكرة المهرجان التي نشرت في مقالة في إحدى الجرائد التي طرحت فكرة إعادة إحياء مهرجان كان يقام في زمن الاشورين لاستقبال الربيع وقامت بلدية الموصل بمساعدة أهالي المدينة والمدارس والنقابات باطلاق النسخة الأولى للمهرجان وكانت البداية لمهرجان الربيع، وأنيط بالفرقة الرابعة حماية المهرجان.

## شعار المهرجان
صمم الشعار شيخ الخطاطين الموصليين يوسف ذنون ويمثل الشعار زهرة البابونج الشهيرة التي تنتشر في الموصل والتي كان لها قدسية للآشورين حيث استخدمت في النقوش لتزين الابنية والجوامع وفي وسط الزهرة تبرز منارة الحدباء الشهيرة لتمثل العمارة الموصلية ومكتوب تحتها «مهرجان الربيع بالموصل».

## فعاليات المهرجان
تبدأ التحضيرات لمهرجان الربيع في شهر آذار حيث تقيم اللجنة العليا المشرفة على المهرجان ندوة نقاشية تجمع فيها الأدباء والرسامين والفنانين والنحاتين تبحث فيها الخطوات الأولى واللبنة الأساسية لإقامة المهرجان، وتنظم بلدية الموصل المهرجان بمساعدة أهالي المدينة والأجهزة الأمنية والمدارس والدوائر والمؤسسات المهنية وتبدأ فعاليات في العاشر من نيسان ويضم المهرجان فعاليات عديدة منها:
- المسرحيات والأوبريتات التي أقامها ممثلون موصليون مع طلاب المدارس حيث طرحت التقاليد الموصلية بأسلوب غنائي جميل ومنها السليقة وليالي رمضان والعيد وليالي الموصل السليقة والبناء والسوق وليلة الحنة.
- الحفلات الغنائية والتي كان يحيها نخبة من نجوم العراق والعرب منهم عبد الحليم حافظ وصباح فخري وهدى سلطان وسميرة توفيق وشريفة فاضل وغيرهم من النجوم وكانت تقام الحفلات في الموصل والحضر.
- العروض الفلكلورية التي تقدم العروض والرقصات التراثية لمختلف الطوائف والمناطق التي تقدم من جميع أنحاء العراق.
- معارض الكتب والزهور والأسواق.
- المواكب السيارة وهي عربات مزينة تطوف شوارع الموصل يصور تاريخ وتراث الموصل والعراق وشخصيات تاريخية مثل آشوربانيبال ونبوخذ نصر وسميراميس وخالد ابن الوليد وصلاح الدين الأيوبي ومواكب يصور بوابة عشتار والسبي البابلي والقدس ومواكب يصور التقاليد التراثية مثل ليلة الحنا والزواج، وكانت المواكب تسير في شوارع الموصل القديمة وشارع نينوى ومن ثم نقلت إلى شارع المنصة لكي تسع الحضور .

## توقف وعودة المهرجان
استمر المهرجان طيلة 34 سنة ولم يتوقف خلال حرب الخليج الأولى بين العراق وإيران وحرب الخليج الثانية ولكن المهرجان توقف بعد عام 2003 بعد الغزو الأمريكي للعراق، وكانت هناك محاولات لإعادة إحياء مهرجان الربيع من قبل بلدية الموصل ولكن الوضع الأمني حال دون استمرار مهرجان الربيع لفترة طويلة ولم تنجح المحاولات إلا في عام 2018.

## صور من مهرجان الربيع

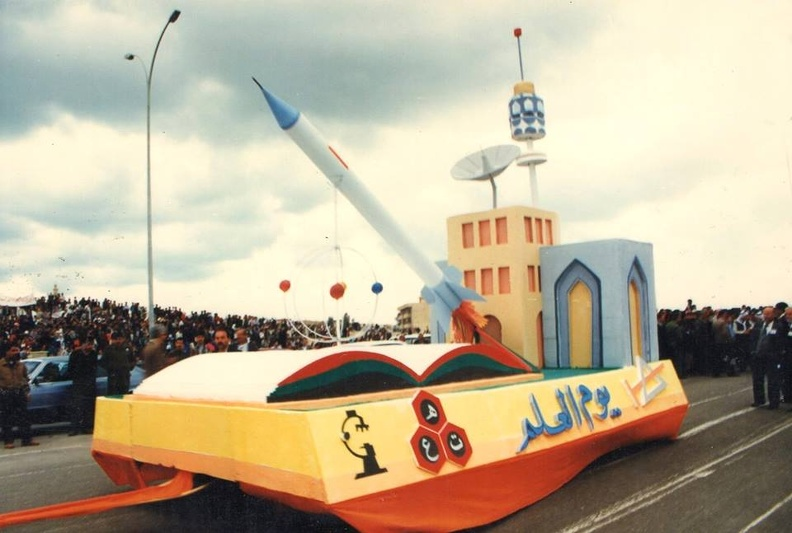
موكب يمثل العلم في مهرجان الربيع
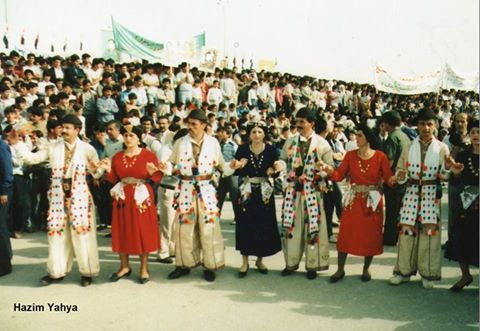
فرقة تقدم الرقص التراثي في مهرجان الربيع
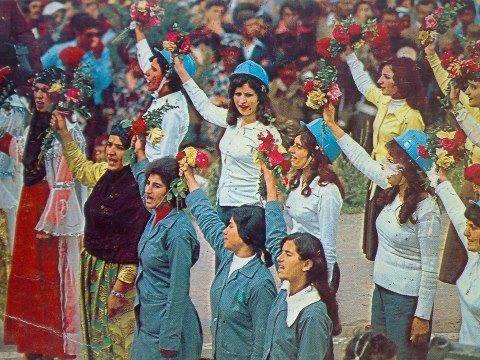
نساء في مهرجان الربيع عام 1977
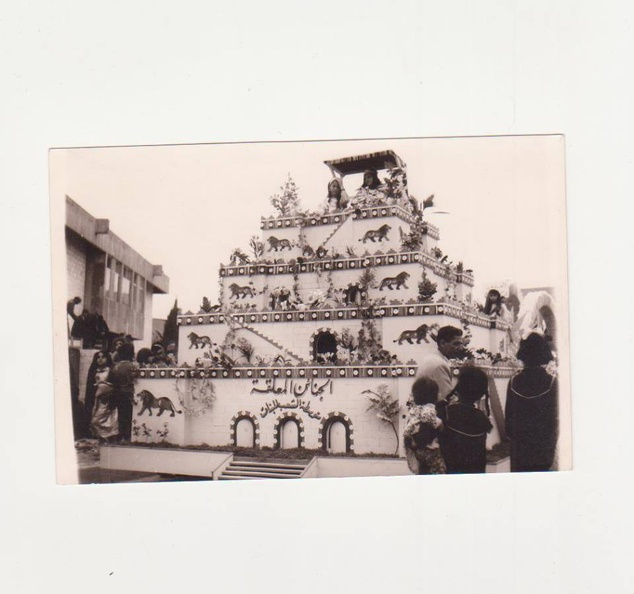
موكب يصور الجنائن المعلقة
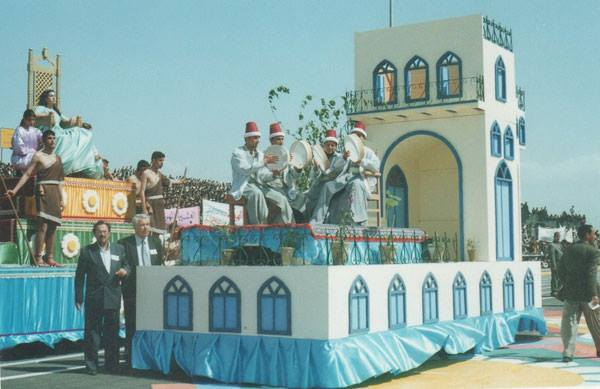
موكب خلال مهرجان الربيع
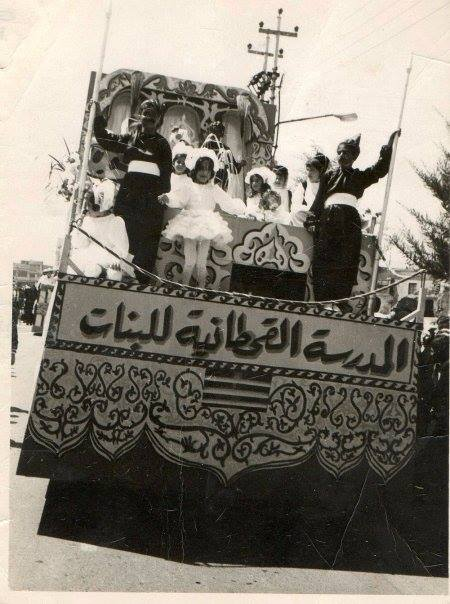
موكب من مهرجان الربيع الدورة الأولى 1969